# 27849 Suyumbika
27849 Suyumbika (1994 UU1) là một tiểu hành tinh vành đai chính được phát hiện ngày 29 tháng 10 năm 1994 bởi T. Kryachko ở Zelenchukskaya Station of Kazan State University.